# 林德塔尔
林德塔尔（德語：Lindetal）是德国梅克伦堡-前波美拉尼亚州的市镇，隶属于梅克伦堡湖区县。总面积为56.33平方千米，截至2023年12月31日总人口为1,166人。